# Грађански рат у Таџикистану
Грађански рат у Таџикистану (таџ. Ҷанги шаҳрвандии Тоҷикистон) је почео у мају 1992, када су се етничке групе из области Гарм и Горно-Бадакшан, које су осећале да нису адекватно представљене у власти подигле против владе председника Емомалија Рахмона, у којој су доминирали људи из области градова Лењинабада и Кулјаба. Политички, неповезане групе су представљали либерални демократски реформисти и исламисти, који су се заједно борили и касније организовали под заставом Уједињене таџичке опозиције (УТО). До јуна 1997, педесет до сто хиљада људи је убијено.
Председник Рахмон, вођа УТО, Сајид Абдулох Нури, и специјални представник генералног секретара Уједињених нација Герд Берем су потписали Општи споразум о успостављању мира и националне слоге у Таџикистану и Московски протокол 27. јуна 1997, у Москви, Русија, чиме је окончан рат.